# Seznam medailistů na mistrovství Evropy – dálka
Toto je kompletní seznam medailistů ve skoku do dálky na mistrovství Evropy v atletice mužů od roku 1934 do současnosti.

## Muži
| Rok  | Místo     | Zlato                            | Výkon vítěze                     | Stříbro                          | Bronz                            |
| ---- | --------- | -------------------------------- | -------------------------------- | -------------------------------- | -------------------------------- |
| 1934 | Turín     | Wilhelm Leichum                  | 745                              | Otto Berg                        | Luz Long                         |
| 1938 | Paříž     | Wilhelm Leichum                  | 765                              | Arturo Maffei                    | Luz Long                         |
| 1946 | Oslo      | Olle Laessker                    | 742                              | Lucien Graff                     | Miroslav Řihošek                 |
| 1950 | Brusel    | Torfi Bryngeirsson               | 730                              | Gerard Wessels                   | Jaroslav Fikejz                  |
| 1954 | Bern      | Ödön Földessy                    | 751                              | Zbigniew Iwanski                 | Ernest Wanko                     |
| 1958 | Stockholm | Igor Ter-Ovanesjan               | 781                              | Kazimierz Kropidlowski           | Henryk Grabowski                 |
| 1962 | Bělehrad  | Igor Ter-Ovanesjan               | 819                              | Rainer Stenius                   | Pentti Eskola                    |
| 1966 | Budapešť  | Lynn Davies                      | 798                              | Igor Ter-Ovanesjan               | Jean Cochard                     |
| 1969 | Athény    | Igor Ter-Ovanesjan               | 817                              | Lynn Davies                      | Tõnu Lepik                       |
| 1971 | Helsinky  | Max Klauß                        | 792                              | Igor Ter-Ovanesjan               | Stanislaw Szudrowicz             |
| 1974 | Řím       | Valerij Pidlužnyj                | 812                              | Nenad Stekić                     | Jevgenij Šubin                   |
| 1978 | Praha     | Jacques Rousseau                 | 818                              | Nenad Stekić                     | Vladimir Cepeljov                |
| 1982 | Athény    | Lutz Dombrowski                  | 841                              | Antonio Corgos                   | Jan Leitner                      |
| 1986 | Stuttgart | Robert Emmijan                   | 841                              | Sergej Lajevskij                 | Giovanni Evangelisti             |
| 1990 | Split     | Dietmar Haaf                     | 825                              | Ángel Hernández                  | Frans Maas                       |
| 1994 | Helsinky  | Ivajlo Mladenov                  | 809                              | Milan Gombala                    | Kostas Koukodimos                |
| 1998 | Budapešť  | Kirill Sosunov                   | 828                              | Bogdan Țăruș                     | Petar Dačev                      |
| 2002 | Mnichov   | Oleksij Lukaševyč                | 808                              | Siniša Ergotic                   | Yago Lamela                      |
| 2006 | Göteborg  | Andrew Howe                      | 820                              | Greg Rutherford                  | Oleksij Lukaševyč                |
| 2010 | Barcelona | Christian Reif                   | 847                              | Kafétien Gomis                   | Chris Tomlinson                  |
| 2012 | Helsinky  | Sebastian Bayer                  | 834                              | Luis Felipe Méliz                | Michel Tornéus                   |
| 2014 | Curych    | Greg Rutherford                  | 829                              | Louis Tsatoumas                  | Kafétien Gomis                   |
| 2016 | Amsterdam | Greg Rutherford                  | 825                              | Michel Tornéus                   | Ignisious Gaisah                 |
| 2018 | Berlín    | Miltiadis Tentoglou              | 825                              | Fabian Heinle                    | Serhiy Nykyforov                 |
| 2020 | Paříž     | zrušeno kvůli pandemii covidu-19 | zrušeno kvůli pandemii covidu-19 | zrušeno kvůli pandemii covidu-19 | zrušeno kvůli pandemii covidu-19 |
| 2022 | Mnichov   | Miltiadis Tentoglou              | 852                              | Jacob Fincham-Dukes              | Thobias Montler                  |
| 2024 | Řím       | Miltiadis Tentoglou              | 865 RM                           | Mattia Furlani                   | Simon Ehammer                    |

## Ženy
- Závod žen se poprvé uskutečnil v roce 1938

| Rok  | Místo     | Zlato                            | Výkon vítěze                     | Stříbro                          | Bronz                            |
| ---- | --------- | -------------------------------- | -------------------------------- | -------------------------------- | -------------------------------- |
| 1938 | Vídeň     | Irmgard Praetzová                | 588                              | Stanisława Walasiewiczová        | Gisela Voss                      |
| 1946 | Oslo      | Gerda van der Kade-Koudijs       | 567                              | Lidiya Gaile                     | Valentina Vasiljevová            |
| 1950 | Brusel    | Valentina Litujevová             | 582                              | Wilhelmine Lustová               | Maire Osterdahlová               |
| 1954 | Bern      | Jean Desforgesová                | 604                              | Alexandra Čudinová               | Elżbieta Duńská                  |
| 1958 | Stockholm | Liesel Jakobi                    | 614                              | Valentina Litujevová             | Nina Pročenkovová                |
| 1962 | Bělehrad  | Taťána Ščelkanovová              | 636                              | Elżbieta Duńská                  | Mary Randová                     |
| 1966 | Budapešť  | Irena Kirszensteinová            | 655                              | Diana Jorgova                    | Helga Hoffmannová                |
| 1969 | Athény    | Mirosława Sarna                  | 649                              | Viorica Viscopoleanuová          | Berit Berthelsen                 |
| 1971 | Helsinky  | Ingrid Beckerová                 | 676                              | Meta Antenenová                  | Heide Rosendahlová               |
| 1974 | Řím       | Ilona Bruzsenyáková              | 665                              | Eva Šuranová                     | Pirkko Helenius                  |
| 1978 | Praha     | Vilma Bardauskienė               | 688                              | Angela Voigtová                  | Jarmila Nygrýnová                |
| 1982 | Athény    | Valy Ionescu                     | 679                              | Anisoara Cusmirová               | Jelena Ivanovová                 |
| 1986 | Stuttgart | Heike Drechslerová               | 727                              | Galina Čisťakovová               | Helga Radtkeová                  |
| 1990 | Split     | Heike Drechslerová               | 730 RM                           | Marieta Ilcuová                  | Helga Radtkeová                  |
| 1994 | Helsinky  | Heike Drechslerová               | 714                              | Inessa Kravecová                 | Fiona Mayová                     |
| 1998 | Budapešť  | Heike Drechslerová               | 716                              | Fiona Mayová                     | Ljudmila Galkinová               |
| 2002 | Mnichov   | Taťjana Kotovová                 | 685                              | Jade Johnsonová                  | Tünde Vaszi                      |
| 2006 | Göteborg  | Ljudmila Kolčanovová             | 693                              | Naide Gomesová                   | Oksana Udmurtova                 |
| 2010 | Barcelona | Ineta Radevičová                 | 692                              | Naide Gomesová                   | Olga Kučerenková                 |
| 2012 | Helsinky  | Éloyse Lesueurová                | 681                              | Volha Sudaravová                 | Margrethe Renstrøm               |
| 2014 | Curych    | Éloyse Lesueurová                | 685                              | Ivana Španovićová                | Darja Klišinová                  |
| 2016 | Amsterdam | Ivana Španovićová                | 694                              | Jazmin Sawyersová                | Malaika Mihambo                  |
| 2018 | Berlín    | Malaika Mihambo                  | 675                              | Maryna Romančuková               | Shara Proctorová                 |
| 2020 | Paříž     | zrušeno kvůli pandemii covidu-19 | zrušeno kvůli pandemii covidu-19 | zrušeno kvůli pandemii covidu-19 | zrušeno kvůli pandemii covidu-19 |
| 2022 | Mnichov   | Ivana Vuletová                   | 706                              | Malaika Mihambo                  | Jazmin Sawyersová                |
| 2024 | Řím       | Malaika Mihambo                  | 722                              | Larissa Iapichinová              | Agate de Sousaová                |